# アメリカンペイトリオット
アメリカンペイトリオット（英：American Patriot）は、アメリカ合衆国生産の競走馬、種牡馬。主な勝ち鞍は2017年のメーカーズ46マイルステークス。

## 戦績
現役時代は東海岸の名門トッド・プレッチャー厩舎に所属し、3歳となった2016年1月にデビュー。同年9月のGIIIケントステークス(芝9F)では、デラウェアパーク競馬場のトラックレコード（1分47秒19）を記録して重賞初制覇。
2017年4月に行われたGIメーカーズ46マイルステークス（芝8F）では、残り300m付近で先頭から6馬身程度の後方6番手に位置していたが、残り1Fを切ってから猛然と追い込み、先行馬をまとめて差し切って初のビッグタイトルを手にした。同年限りで現役を引退。通算成績は14戦5勝（重賞2勝）。

### 年度別競走成績
- 2016年（9戦3勝） - ケントステークス（GIII)[2]
- 2017年（5戦2勝） - メーカーズ46マイルステークス(GI)[2]

## 種牡馬時代
2018年から日本のダーレー･ジャパン スタリオンコンプレックスで種牡馬入り。日本軽種馬協会静内種馬場にて1シーズン限りで供用されるザファクターとともに、日本で供用される初のウォーフロントの後継種牡馬となった。初年度の種付け料は出生条件150万円に設定された。
2021年に産駒がデビューし、JRAの2歳新馬戦が開始された初週の6月6日に産駒初勝利を記録した。
2022年3月8日の中京ペガスターカップでプライムデュークが1着となり、産駒の重賞初勝利を果たした。

### 主な産駒
- 2019年産
  - プライムデューク（2022年中京ペガスターカップ）
  - ビーアストニッシド（2022年スプリングステークス）
  - パワーブローキング（2024年姫山菊花賞）
- 2021年産
  - グラインドアウト（2024年花吹雪賞、ル・プランタン賞）
- 2022年産
  - オモチチャン（2025年ル・プランタン賞）
  - ゴーゴーバースデイ（2025年新緑賞）

## 血統表
| アメリカンペイトリオットの血統 | アメリカンペイトリオットの血統                             | アメリカンペイトリオットの血統                             | （血統表の出典）                                           | （血統表の出典） |
| 父系                           | ダンジグ系                                                 | ダンジグ系                                                 | ダンジグ系                                                 | [ § 2 ]          |
| 父 War Front 2002 鹿毛         | 父の父Danzig 1977 鹿毛                                     | Northern Dancer                                            | Nearctic                                                   | Nearctic         |
| 父 War Front 2002 鹿毛         | 父の父Danzig 1977 鹿毛                                     | Northern Dancer                                            | Natalma                                                    |                  |
| 父 War Front 2002 鹿毛         | 父の父Danzig 1977 鹿毛                                     | Pas de Nom                                                 | Admiral's Voyage                                           | Admiral's Voyage |
| 父 War Front 2002 鹿毛         | 父の父Danzig 1977 鹿毛                                     | Pas de Nom                                                 | Petitioner                                                 |                  |
| 父 War Front 2002 鹿毛         | 父の母Starry Dreamer 1994 芦毛                             | Rubiano                                                    | Fappiano                                                   | Fappiano         |
| 父 War Front 2002 鹿毛         | 父の母Starry Dreamer 1994 芦毛                             | Rubiano                                                    | Ruby Slippers                                              |                  |
| 父 War Front 2002 鹿毛         | 父の母Starry Dreamer 1994 芦毛                             | Lara's Star                                                | Forli                                                      | Forli            |
| 父 War Front 2002 鹿毛         | 父の母Starry Dreamer 1994 芦毛                             | Lara's Star                                                | True Reality                                               |                  |
| 母 Life Well Lived 2007 鹿毛   | 母の父Tiznow 1997 鹿毛                                     | Cee's Tizzy                                                | Relaunch                                                   | Relaunch         |
| 母 Life Well Lived 2007 鹿毛   | 母の父Tiznow 1997 鹿毛                                     | Cee's Tizzy                                                | *テイズリー                                                |                  |
| 母 Life Well Lived 2007 鹿毛   | 母の父Tiznow 1997 鹿毛                                     | Cee's Song                                                 | Seattle Song                                               | Seattle Song     |
| 母 Life Well Lived 2007 鹿毛   | 母の父Tiznow 1997 鹿毛                                     | Cee's Song                                                 | Lonely Dancer                                              |                  |
| 母 Life Well Lived 2007 鹿毛   | 母の母Well Dressed 1997 黒鹿毛                             | Notebook                                                   | Well Decorated                                             | Well Decorated   |
| 母 Life Well Lived 2007 鹿毛   | 母の母Well Dressed 1997 黒鹿毛                             | Notebook                                                   | Mobcap                                                     |                  |
| 母 Life Well Lived 2007 鹿毛   | 母の母Well Dressed 1997 黒鹿毛                             | Trithenia                                                  | Gold Meridian                                              | Gold Meridian    |
| 母 Life Well Lived 2007 鹿毛   | 母の母Well Dressed 1997 黒鹿毛                             | Trithenia                                                  | Tri Argo                                                   |                  |
| 母系(F-No.)                    | 8号族(FN:8-h)                                              | 8号族(FN:8-h)                                              | 8号族(FN:8-h)                                              | [ § 3 ]          |
| 5代内の近親交配                | Moon Glitter・Relaunch5×4＝9.38%、Seattle Slew5×5＝6.25%、 | Moon Glitter・Relaunch5×4＝9.38%、Seattle Slew5×5＝6.25%、 | Moon Glitter・Relaunch5×4＝9.38%、Seattle Slew5×5＝6.25%、 | [ § 4 ]          |
| 出典                           | 1. 2. 3. 4.                                                | 1. 2. 3. 4.                                                | 1. 2. 3. 4.                                                | 1. 2. 3. 4.      |

- 母の全兄に2009年のドバイワールドカップなどを勝ったWell Armedがいる[5]。